# Spillane (Album)
Spillane ist ein Avantgardealbum von John Zorn, das von Juni bis August 1986 für Nonesuch Records aufgenommen, zusammengestellt und 1987 veröffentlicht wurde.

## Das Album
Spillane ist wie sein Vorgänger-Album The Big Gundown, das radikale Coverversionen der Filmmusik Ennio Morricones enthielt, ein Konzeptalbum: Es ist eine Hommage an den Krimiautor Mickey Spillane. Das Titelstück Spillane ist eine Klangcollage, die hörspielartig Spillanes Helden recherchehaft näherkommt: Aus biographischen Versatzstücken, Zeitungsartikeln, Filmen, TV-Shows und Schallplatten gewinnt er Ideen, flüchtige Assoziationen, die er skrupulös auf Karteikarten notiert. So entstehen Impressionen, die sich dann zu musikalischen Chiffren verdichten lassen: „Ein Schrei am Anfang. Dann das Intro von Route 66, gespielt auf einem Hi-Hat. John Lurie rezitiert dann Mike Hammer, die Detektivfigur Spillanes. Später erscheint ein Bar-Piano, Streicher, Harfe. Aus solchen Miniaturen konstruiert Zorn gewaltige Organismen.“ Das Titelstück basiert auf einem Text von Arto Lindsay, der auch sprachlich Bezug zum Film noir nimmt.
Der zweite Titel Two-Lane Highway ist ein Feature für den Blues-Gitarristen Albert Collins, gefolgt von Forbidden Fruit, einer Komposition für Stimme, Streichquartett und Plattenspieler, gespielt vom Kronos Quartet, mit der Zorn dem japanischen Filmstar Yūjirō Ishihara Tribut zollt. Die Komposition Godard, die zeitlich vor Spillane entstand, ist in der Neuausgabe des Albums enthalten; sie ist ein Tribut an den französischen Filmregisseur Jean-Luc Godard, dessen „jump-cut“-Technik Zorns kompositorischer Herangehensweise nahesteht. Sie erschien zuerst auf dem französischen Tributalbum The Godard Fans: Godard ça Vous chante? im Jahr 1986.
Seine Methode bei der Arbeit an Konzeptalben wie Spillane beschreibt Zorn als „Karteikarten-Kompositionen“ (file-card compositions), eine Methode der Kombination von Komposition und Improvisation, mit der Zorn eine Beschreibung dessen gibt, wie er seine Musikstücke formt und arrangiert. Zorns „Karteikarten“-Methode der Organisation von Soundblöcken in eine übergeordnete Struktur bezieht auch die Auswahl an Musikern ein, die er für die jeweiligen Projekte benötigt, sowie die Art und Weise, wie diese seine Notizen interpretieren, die Zorn vorher auf Karten geschrieben hatte, sowie deren persönliche Beziehung zu Zorn. Dieser sagt von sich: „Ich sitze gewöhnlich nicht in irgendeinem Elfenbeinturm und gebe von dort meine Anweisungen an die Mitspieler, ich arbeite mit ihnen zusammen, und das ist auch der Grund, warum ich begann Saxophon zu spielen; so treffe ich auf die Musiker. Ich glaube, dass ich erst das Vertrauen der Musiker erwerben muss, bevor diese meine Musik spielen. Ich will, dass meine Musiker am Ende des Tages sagen: das hat Spaß gemacht – es war eine Menge verdammter Arbeit; und es war eines der härtesten Dinge, die ich je gespielt habe, aber die Anstrengung war es wert.“

## Editionsgeschichte
Auf der 1999er Platte Godard/Spillane wurde das Titelstück auf Zorns Tzadik-Label wiederveröffentlicht, gekoppelt mit der Komposition Godard.

## Die Titel und die Besetzung
1 – Spillane (25:12)

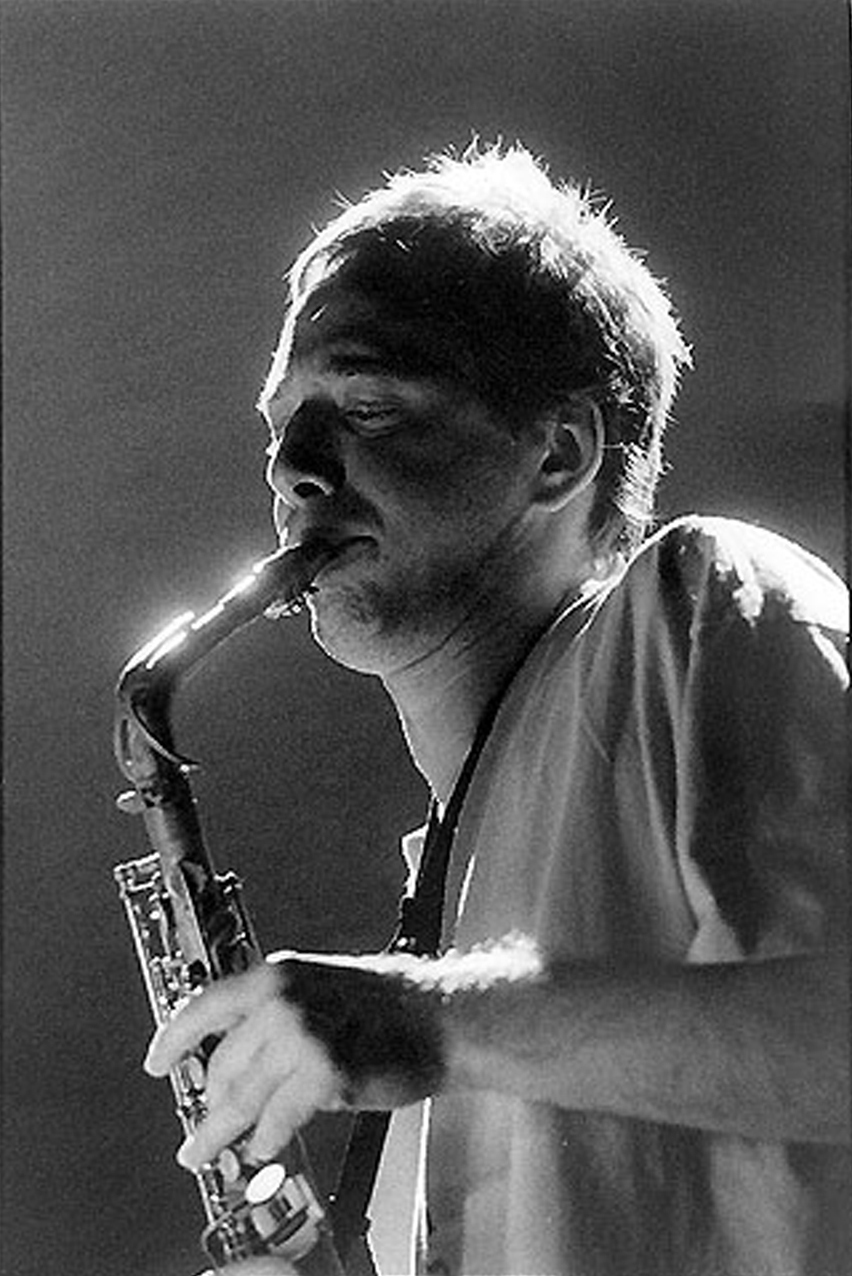
John Zorn

- komponiert und arrangiert von John Zorn in Zusammenarbeit mit:
- Anthony Coleman – Piano, Orgel, Celeste
- Carol Emanuel – Harfe
- Bill Frisell – Gitarre
- David Hofstra – Bass, Tuba
- Bob James – Tapes, compact discs
- Bobby Previte – Schlagzeug, Perkussion
- Jim Staley – Posaune
- David Weinstein – sampling keyboards
- John Zorn – Altsaxophon, Klarinette
- John Lurie – Stimme von Mike Hammer
- Robert Quine – Stimme von Mike Hammers Gewissen
- Original-Texte von Arto Lindsay
- Aufgenommen im Juni/August 1986 und abgemischt im August 1987 von Don Hünerberg bei Radio City Studios, New York City

Two-Lane Highway (18:16)

2 – Preacher Man/White Line Fever/Nacogdoches Gumbo/East Texas Freezeout/San Angelo Release/Rollin’ to Killeen/Blowout/Devil’s Highway/Midnight Standoff/Marchin’ for Abilene (13:30)

3 – Hico Killer/Long Mile to Houston (4:46)
- Arrangiert von John Zorn für Albert Collins in Zusammenarbeit von:
- Albert Collins – Gitarre, Gesang
- Robert Quine – Gitarre
- Big John Patton – Orgel
- Wayne Horvitz – Piano, Keyboards
- Melvin Gibbs – Bass
- Ronald Shannon Jackson – Schlagzeug
- Bobby Previte – Schlagzeug, Perkussion

Aufgenommen im Juni 1987 und abgemischt im August 1987 von Don Hünerberg bei Radio City Studios, New York City.
4 – Forbidden Fruit (Variations for Voice, String Quartet and Turntables) (10:20)
- Komponiert und arrangiert von John Zorn in Zusammenarbeit mit:
- Dem Kronos Quartet
- David Harrington – Violine
- John Sherba – Violine
- Hank Dutt – Viola
- Joan Jeanrenaud – Cello
- Christian Marclay – Plattenspieler
- Ohta Miromi – Gesang
- Original Texte von Reck

Aufgenommen im September 1987 bei Russian Hill Recording, San Francisco, von Howard Johnston, und bei Metal Box Studio, Tokio von Ono Seigen. abgemischt im September 1987 von Ono Seigen bei CBS Roppongi Studios, Tokio.
- Spillane und Forbidden Fruit wurden produziert von John Zorn; Two-Lane Highway von John Zorn und David Breskin.